# San Giovanni Battista dei Genovesi
San Giovanni Battista dei Genovesi är en kyrkobyggnad i Rom, helgad åt den helige Johannes Döparen. Kyrkan är belägen vid Via Anicia i Rione Trastevere och tillhör församlingen San Crisogono. San Giovanni Battista dei Genovesi är genuesarnas kyrka i Rom.

## Historia
På denna plats uppfördes mellan 1482 och 1483 ett sjukhus och en kyrka, bekostade av medel testamenterade av genuesaren Meliaduce Cicala (1430–1481), skattmästare vid den romerska kurian. Sjukhuset och kyrkan uppfördes i närheten av Roms stora hamn, Ripa Grande, där de genuesiska handelsmännen hade sina bostäder och varumagasin.
År 1737 företogs en ombyggnad av kyrkan och den fick då bland annat en ny fasad.
Den intilliggande klostergården uppfördes under sent 1400-tal och tillskrivs Baccio Pontelli. Här växer pomeransträd, myrtenhäckar och akantusväxter. I mitten står en brunn från slutet av 1400-talet.

## Interiör
Högaltarmålningen av Nicolas Régnier framställer Kristi dop. Till vänster om ingången finns ett sidokapell invigt åt den heliga Katarina av Genua. Det smyckades med fresker av Odoardo Vicinelli omkring 1740. På höger sida i skeppet återfinns Meliaduce Cicalas gravmonument, utfört av Andrea Bregnos skola.

## Bilder
| - Gravmonument över Meliaduce Cicala. |